# Parti populaire chrétien-social (Luxembourg)
Pour les articles homonymes, voir CSV, Parti chrétien-social et Parti populaire chrétien-social (Liechtenstein).
 (novembre 2023).
Le Parti populaire chrétien-social (en luxembourgeois : Chrëschtlech-Sozial Vollekspartei), abrégé respectivement en PCS et CSV, est un parti politique luxembourgeois. Le parti suit une ligne chrétienne-démocrate,. Le CSV est membre du Parti populaire européen (PPE) et est un membre associé de l'Union démocrate internationale (UDI).
Depuis sa création en 1944, sur les cendres du Parti de la droite lui-même fondé en 1914, le CSV est depuis sa création le plus grand parti à la Chambre des députés avec actuellement 21 de ses 60 sièges depuis les élections législatives de 2023. De fait, il domine ainsi la vie politique du pays, tous les Premiers ministres en furent issus, à l'exception des démocrates Gaston Thorn entre 1974 et 1979 et Xavier Bettel de 2013 à 2023. Son ancien président, Jean-Claude Juncker, a dirigé le gouvernement de 1995 à 2013. De plus, le CSV dispose d'un tiers des sièges luxembourgeois (2 sur 6) au parlement européen.
Le président du parti depuis mars 2024 est le Premier ministre, Luc Frieden.

## Histoire

Ancien logo (2013-2022).

Le Parti populaire chrétien-social est fondé en 1944 à partir de l'ancien Parti de la droite.
En 1945, lors des premières élections de l'après-guerre, le parti obtient 25 sièges sur 51, manquant de peu la majorité absolue. Entre 1945 et 1974, le CSV domine la vie politique du pays, formant la plupart du temps des coalitions avec les libéraux du Parti démocratique, donnant une certaine stabilité économique et politique au pays.
En 1974, le CSV se retrouve dans l'opposition pour la première fois de son histoire après que le Parti démocratique a formé une coalition avec le Parti ouvrier socialiste luxembourgeois (LSAP). Après sa victoire lors des élections de 1979, le parti reprend le pouvoir et Pierre Werner devient premier-ministre. Ses collègues de parti Jacques Santer (1989) et Jean-Claude Juncker (1995) lui succéderont, à la tête de différentes coalitions.
Le Parti populaire chrétien-social de Jean-Claude Juncker reste la première formation politique du Parlement lors des élections législatives de 2013, mais perd des voix et des sièges par rapport à la précédente élection. Il ne réussit pas à former une coalition pour gouverner, marquant la fin des 18 années de Juncker en tant que premier ministre.

## Organisation

### Présidents
| Identité                              | Période         | Période         | Durée                      |
| Identité                              | Début           | Fin             | Durée                      |
| ------------------------------------- | --------------- | --------------- | -------------------------- |
| Émile Reuter (1874 - 1973)            | 1945            | 1964            | 19 ans                     |
| Tony Biever (en) (1908 - 1990)        | 1964            | 1965            | 1 an                       |
| Jean Dupong (en) (1922 - 2007)        | 1965            | 1972            | 7 ans                      |
| Nicolas Mosar (1927 - 2004)           | 1972            | 1974            | 2 ans                      |
| Jacques Santer (né en 1937)           | 1974            | 1982            | 8 ans                      |
| Jean Spautz (né en 1930)              | 1982            | 1990            | 8 ans                      |
| Jean-Claude Juncker (né en 1954)      | 1990            | 1995            | 5 ans                      |
| Erna Hennicot-Schoepges (née en 1941) | 1995            | 2004            | 9 ans                      |
| François Biltgen (né en 1958)         | 2004            | 2009            | 5 ans                      |
| Michel Wolter (né en 1962)            | 2009            | 8 février 2014  | 5 ans                      |
| Marc Spautz (né en 1963)              | 8 février 2014  | 26 janvier 2019 | 4 ans, 11 mois et 18 jours |
| Frank Engel (né en 1975)              | 26 janvier 2019 | 2021            | 2 ans                      |
| Claude Wiseler (né en 1960)           | 2021            | 2023            | 2 ans                      |
| Elisabeth Margue (née en 1990)        | 2022            | 2024            | 2 ans                      |
| Luc Frieden (né en 1963)              | 2024            | En cours        | 1 an                       |

#### Présidents de groupe
- 1945-1948 : Aloyse Hentgen
- 1948-1954 : Fernand Loesch (lb)
- 1954-1959 : Nicolas Margue (lb)
- 1959-1974 : Tony Biever (lb)
- 1974-1979 : Pierre Werner
- 1979-1985 : Nicolas Mosar
- 1985-1995 : François Colling (lb)
- 1996-2004 : Lucien Weiler
- 2004-2009 : Michel Wolter
- 2009-2011 : Jean-Louis Schiltz
- 2011 : Lucien Thiel (lb)
- 2011-2013 : Marc Spautz
- 2013 : Gilles Roth
- 2013-2014 : Jean-Claude Juncker
- 2014-2018 : Claude Wiseler
- 2018-2023 : Martine Hansen
- 2021-2023: Gilles Roth
- 2023-: Marc Spautz

## Résultats électoraux

### Élections européennes
| Année | %     | Sièges | Rang | Tête de liste       | Groupe |
| ----- | ----- | ------ | ---- | ------------------- | ------ |
| 1979  | 36,12 | 3 / 6  | 1er  |                     | PPE    |
| 1984  | 34,90 | 3 / 6  | 1er  |                     | PPE    |
| 1989  | 34,87 | 3 / 6  | 1er  |                     | PPE    |
| 1994  | 31,50 | 2 / 6  | 1er  |                     | PPE    |
| 1999  | 31,67 | 2 / 6  | 1er  |                     | PPE-DE |
| 2004  | 37,14 | 3 / 6  | 1er  |                     | PPE-DE |
| 2009  | 31,3  | 3 / 6  | 1er  |                     | PPE-DE |
| 2014  | 37,65 | 3 / 6  | 1er  |                     | PPE    |
| 2019  | 21,10 | 2 / 6  | 2e   |                     | PPE    |
| 2024  | 22,91 | 2 / 6  | 1er  | Isabel Wiseler-Lima | PPE    |

### Élections législatives
| Année | %    | Rang | Sièges  | Rang | Gouvernement |
| ----- | ---- | ---- | ------- | ---- | ------------ |
| 1945  | 44,7 | 1er  | 25 / 51 | 1er  | Oui          |
| 1948  | 36,3 | 2e   | 22 / 51 | 1er  | Oui          |
| 1951  | 42,1 | 1er  | 21 / 52 | 1er  | Oui          |
| 1954  | 42,4 | 1er  | 26 / 52 | 1er  | Oui          |
| 1959  | 36,9 | 1er  | 21 / 52 | 1er  | Oui          |
| 1964  | 33,3 | 2e   | 22 / 56 | 1er  | Oui          |
| 1968  | 35,2 | 1er  | 21 / 56 | 1er  | Oui          |
| 1974  | 27,9 | 2e   | 18 / 59 | 1er  | Non          |
| 1979  | 34,5 | 1er  | 24 / 59 | 1er  | Oui          |
| 1984  | 34,9 | 1er  | 25 / 64 | 1er  | Oui          |
| 1989  | 32,4 | 1er  | 22 / 60 | 1er  | Oui          |
| 1994  | 30,3 | 1er  | 21 / 60 | 1er  | Oui          |
| 1999  | 30,1 | 1er  | 19 / 60 | 1er  | Oui          |
| 2004  | 36,1 | 1er  | 24 / 60 | 1er  | Oui          |
| 2009  | 38,0 | 1er  | 26 / 60 | 1er  | Oui          |
| 2013  | 33,7 | 1er  | 23 / 60 | 1er  | Non          |
| 2018  | 28,3 | 1er  | 21 / 60 | 1er  | Non          |
| 2023  | 29,2 | 1er  | 21 / 60 | 1er  | Oui          |

## Ministres auGouvernement Luc Frieden
| Luc Frieden      | Premier ministre |
| Martine Hansen   | Ministre de l'Agriculture, de l'Alimentation et de la Viticulture ; Ministre de la Protection des consommateurs                                                                                         |
| Gilles Roth      | Ministre des Finances |
| Martine Deprez   | Ministre de la Santé et de la Sécurité sociale |
| Léon Gloden      | Ministre des Affaires intérieures |
| Georges Mischo   | Ministre des Sports ; Ministre du Travail |
| Serge Wilmes     | Ministre de l'Environnement, du Climat et de la Biodiversité ; Ministre de la Fonction publique |
| Elisabeth Margue | Ministre de la Justice ; Ministre déléguée auprès du Premier ministre, chargée des Médias et de la Connectivité ; Ministre déléguée auprès du Premier ministre, chargée des Relations avec le Parlement |